# 六会村
六会村（むつあいむら）は、神奈川県の中央南部、高座郡に属していた村。

## 地理
- 河川 : 境川、引地川

## 歴史
- 建保年間（1213年 - 1219年） - 亀井村の雲昌寺、光輝山瑞龍寺と号し今田に草創される。開基は北条義時と伝えられる。
- 天正18年（1590年） - 豊臣秀吉が、雲昌寺に禁制を掲げる。
- 天正19年（1591年） - 亀井野村で代官彦坂小刑部元正により検地が行なわれる。
- 慶長9年（1604年） - 西俣野の花応院創建される。
- 慶安元年（1648年） - 雲昌寺、寺領九石の朱印を与えられる。
- 安永4年（1775年） - 引地川に船を通すことについて大庭村、稲荷村、石川村、円行村、羽鳥村および辻堂村より、差支えない旨江戸幕府へ書状を提出する。
- 天明7年（1787年） - 円行村が、村負担により水田開発を実施する。
- 安政2年10月2日（1855年11月11日） - 安政の大地震があり、円行村において年貢金が高100石につき3両割となる。
- 1878年（明治11年） - 郡区町村編制法の施行により、亀井野村、石川村、西俣野村、円行村、今田村および下土棚村による六ヶ村組合が設立される。
- 1889年（明治22年）4月1日 - 町村制施行により、神奈川県高座郡円行村、亀井野村、下土棚村、西俣野村、今田村および石川村が合併し六会村が成立する。
- 1891年（明治23年） - 石川学校、亀井野学校、西俣野学校および亀井野学校円行分校を廃止して、高等六会小学校設立を出願し許可される。
- 1892年（明治25年） - 六会小学校が、尋常高等六会小学校に改称。
- 1912年（大正元年） - 六会村の戸数595戸、人口3,949人。
- 1923年（大正12年）9月1日 - 関東大震災が発生。村の被害は、死者15人、負傷者14人、行方不明1人、家屋全潰757棟、半潰596棟。
- 1926年（昭和元年） - 六会村に霜害が発生。桑、茶などに大被害。桑の相場高騰。
- 1929年（昭和4年）4月1日 - 小田急江ノ島線の開通により新長後駅（現在の長後駅）および六会駅（現在の六会日大前駅）開設。
- 1937年（昭和12年）3月 - 日本大学専門部拓殖科（現在の日本大学生物資源科学部）開設。
- 1942年（昭和17年）3月10日 - 六会村が、藤沢市へ編入される[1]。
現在の藤沢市六会地区、湘南台地区が該当する。

## 交通

### 鉄道路線
- 小田急電鉄
  - 江ノ島線: - 新長後駅 - 六会駅 -
中心となる駅は、六会駅である。
小田急江ノ島線にて渋谷村および藤沢市と連絡する。

### 道路
- 県道10号 - 現在の国道467号
- 県道14号 - 現在の神奈川県道43号藤沢厚木線

## その他
- 横須賀水道 - 現在の横須賀市上下水道局半原系統